# Ministerium Rechberg

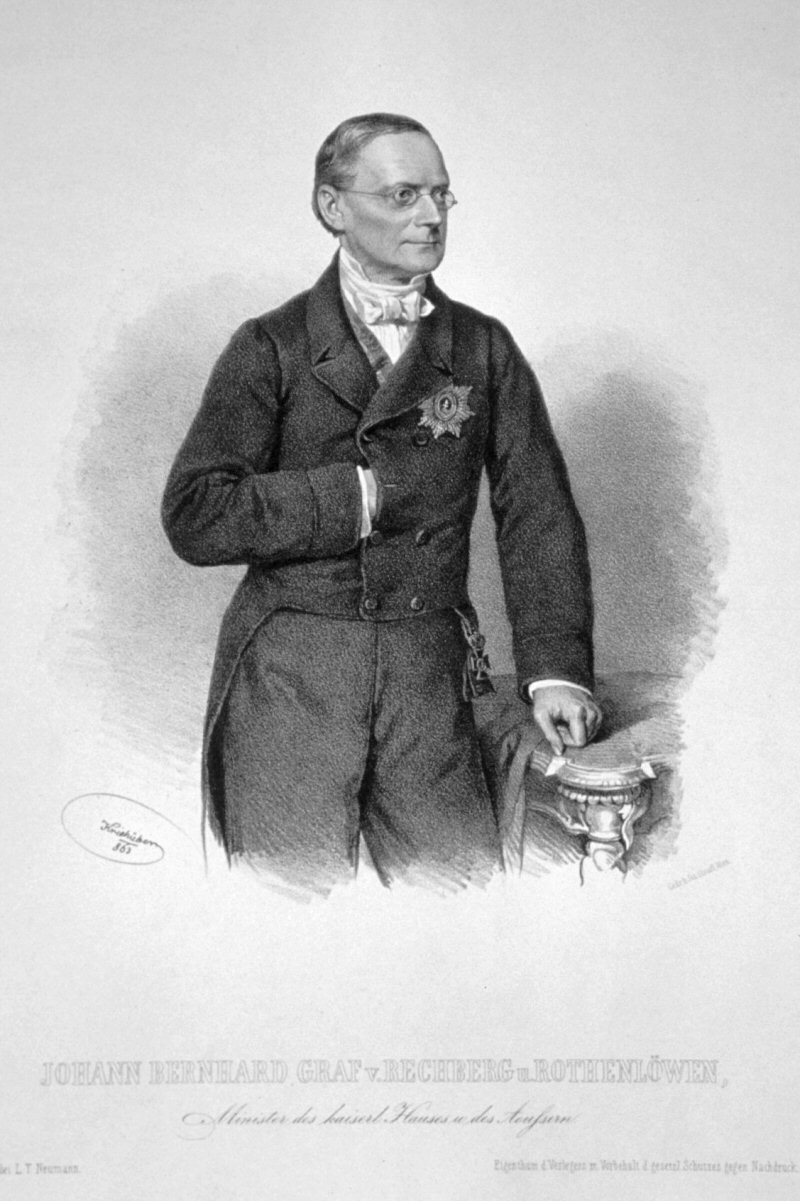
Graf Rechberg (Lithographie von Josef Kriehuber, 1863)

Das Ministerium Rechberg des Kaisertums Österreich unter dem Vorsitzenden der Ministerkonferenz Johann Bernhard Graf von Rechberg und Rothenlöwen amtierte vom 21. August 1859 bis zum 4. Februar 1861.

## Geschichte
Graf Rechbergs Vorgänger war der Vorsitzende der Ministerkonferenz Karl Ferdinand von Buol-Schauenstein, dessen Politik als gescheitert galt. Nach dessen Rücktritt versuchte Rechberg in der Deutschen Frage eine einvernehmliche Lösung mit Preußen zu finden und stellte sich gegen die Großdeutsche Lösung, die von Anton von Schmerling befürwortet wurde. Als Vorsitzender der Ministerkonferenz folgte ihm 1861 Erzherzog Rainer Ferdinand von Österreich (Ministerium Erzherzog Rainer). Bernhard von Rechberg blieb jedoch Außenminister.

## Mitglieder des Ministerrats
- Bernhard von Rechberg (1806–1899), Vorsitzender der Ministerkonferenz und Außenminister
- Karl Ludwig von Bruck (1798–1860), Finanzminister bis zu seinem Selbstmord 1860
- August von Degenfeld-Schonburg (1798–1876), Kriegsminister
- Agenor Gołuchowski der Ältere (1812–1875), Minister des Innern bis Dezember 1860
- Joseph Alexander von Helfert (1820–1910), Minister für Unterricht
- Alexander von Hübner (1811–1892), Polizeiminister ab 1860
- Josef Lasser von Zollheim (1814–1879), Minister ohne Portefeuille, dann ab Oktober 1860 Minister für Justiz
- Karl Mecséry de Tsoór (1804–1889), Minister des Innern ab Dezember 1860
- Franz Seraphin von Nádasdy, Minister der Justiz
- Ignaz von Plener (1810–1908), Finanzminister ab 1860
- Anton von Schmerling (1805–1893), Staatsminister ab Dezember 1860
- Antal Szécsen von Temerin (1819–1896), Minister ohne Portefeuille
- Adolf von Thierry (1803–1867), Polizeiminister bis 1860
- Leo von Thun und Hohenstein (1811–1888), Minister für Kultus und Unterricht